# Harry Jackson
Pour les articles homonymes, voir Jackson et Harry Jackson (homonymie).
Harry Jackson (membre de l'ASC), né le 15 avril 1896 au Nebraska (lieu inconnu), mort le 3 août 1953 à Los Angeles — Quartier d'Hollywood (Californie), est un directeur de la photographie américain.

## Biographie
Après une apparition (sans lendemain) comme acteur, dans deux courts métrages muets de 1916, Harry Jackson débute comme chef opérateur sur deux autres films muets, sortis en 1927. Jusqu'en 1953, année de sa mort, il contribue en tout à soixante-seize films américains (dont des westerns) à ce poste. Son avant-dernier (l'un de ses plus connus) est le film musical Tous en scène (1953) de Vincente Minnelli, avec Fred Astaire — qu'il avait déjà photographié dans un autre film musical, Trois petits mots (1950) de Richard Thorpe —.
Parmi les autres réalisateurs qu'il assiste durant sa carrière, mentionnons H. Bruce Humberstone (ex. : Les Rivages de Tripoli en 1942, avec John Payne et Maureen O'Hara), Walter Lang (ex. : When My Baby Smiles at Me en 1948, avec Betty Grable et Dan Dailey), Preston Sturges (Mam'zelle mitraillette en 1949, avec Betty Grable et Cesar Romero), Fritz Lang (Guérillas en 1950, avec Tyrone Power et Micheline Presle), ou encore Jacques Tourneur (ex. : La Flibustière des Antilles en 1951, avec Jean Peters et Louis Jourdan).
En 1948, Harry Jackson obtient son unique nomination à l'Oscar de la meilleure photographie, pour Mother Wore Tights de Walter Lang (1947, avec Betty Grable et Dan Dailey).

## Filmographie partielle
Comme directeur de la photographie, sauf mention contraire
- 1927 : Too Many Crooks de Fred C. Newmeyer
- 1928 : Lucky Boy de Norman Taurog et Charles C. Wilson
- 1928 : Jeunesse triomphante (Drums of Love) de D. W. Griffith
- 1928 : L'Homme qui ne ment pas (George Washington Cohen) de George Archainbaud
- 1929 : La Nouvelle-Orléans (New Orleans) de Reginald Barker
- 1929 : L'Oasis d'amour (Two Men and a Maid) de George Archainbaud
- 1929 : Blaze o' Glory de George Crone et Renaud Hoffman
- 1930 : Clancy in Wall Street de Ted Wilde
- 1930 : The Costello Case de Walter Lang
- 1933 : Melodía prohibida de Frank R. Strayer
- 1934 : 365 Nights in Hollywood de George Marshall
- 1935 : Your Uncle Dudley d'Eugene Forde et James Tinling
- 1935 : Life begins at Forty de George Marshall
- 1936 : Here comes Trouble de Lewis Seiler
- 1936 : Charlie Chan aux courses (Charlie Chan at the Race Track) d'H. Bruce Humberstone
- 1937 : The Great Hospital Mystery de James Tinling
- 1937 : La Petite Roublarde (Wild and Woolly) d'Alfred L. Werker
- 1937 : Quarante-cinq Papas (45 Fathers) de James Tinling
- 1937 : L'Énigmatique M. Moto (Think Fast, Mr. Moto) de Norman Foster
- 1937 : Charlie Chan à Broadway (Charlie Chan on Broadway) d'Eugene Forde
- 1938 : Sur la pente (City Girl) d'Alfred L. Werker
- 1940 : Li'l Abner d'Albert S. Rogell
- 1941 : We go Fast de William C. McGann
- 1941 : L'Or du ciel (Pot o' Gold) de George Marshall (photographie des scènes de danse)
- 1941 : Week-end à la Havane (Week-End in Havana) de Walter Lang (photographie de seconde équipe)
- 1942 : Les Rivages de Tripoli (To the Shores of Tripoli) d'H. Bruce Humberstone
- 1944 : Greenwich Village de Walter Lang
- 1944 : Pour les beaux yeux de ma belle (Irish Eyes are smiling) de Gregory Ratoff
- 1946 : Johnny comes Flying Home de Benjamin Stoloff
- 1946 : Wake Up and Dream de Lloyd Bacon
- 1947 : Maman était new-look (Mother Wore Tights) de Walter Lang
- 1947 : Carnival in Costa Rica de Gregory Ratoff
- 1948 : À toi pour la vie (When My Baby Smiles at Me) de Walter Lang
- 1948 : Massacre à Furnace Creek (Fury at Furnace Creek) de H. Bruce Humberstone
- 1948 : Broadway mon amour (Give My Regards to Broadway) de Lloyd Bacon
- 1948 : L'Amour sous les toits (Apartment for Peggy) de George Seaton
- 1949 : Mam'zelle mitraillette (The Beautiful Blonde from Bashful Bend) de Preston Sturges
- 1949 : Toute la rue chante (Oh, You Beautiful Doll) de John M. Stahl
- 1949 : Le Débrouillard (Chicken Every Sunday) de George Seaton
- 1949 : Chanson dans la nuit (Dancing in the Dark) de Irving Reis
- 1950 : Okinawa (Halls of Montezuma) de Lewis Milestone
- 1950 : Le Petit Train du Far West (A Ticket to Tomahawk) de Richard Sale
- 1950 : Guérillas (American Guerrilla in the Philippines) de Fritz Lang
- 1950 : Trois Petits Mots (Three Little Words) de Richard Thorpe
- 1951 : La Flibustière des Antilles (Anne of the Indies) de Jacques Tourneur
- 1951 : Le Temps des cerises (Take Care of My Little Girl) de Jean Negulesco
- 1952 : Le Gaucho (Way of the Gaucho) de Jacques Tourneur
- 1952 : Lydia Bailey de Jean Negulesco
- 1952 : La Dernière Flèche (Pony Soldier) de Joseph M. Newman
- 1953 : Tous en scène (The Band Wagon) de Vincente Minnelli
- 1953 : The Kid from Left Field de Harmon Jones

## Distinction
- 1948 : Nomination à l'Oscar de la meilleure photographie, catégorie couleur, pour Mother Wore Tights.